# Chingia sakayensis
Chingia sakayensis är en kärrbräkenväxtart som först beskrevs av Zeiller, och fick sitt nu gällande namn av Holtt. Chingia sakayensis ingår i släktet Chingia och familjen Thelypteridaceae. Utöver nominatformen finns också underarten C. s. eglandulosa.